# TuS Schwarz-Weiß Elmschenhagen
Die TuS Schwarz-Weiß Elmschenhagen (offiziell: Turn- und Sportgemeinschaft Schwarz-Weiß Elmschenhagen von 1909 e. V.) ist ein Sportverein aus dem Stadtteil Elmschenhagen der schleswig-holsteinischen Landeshauptstadt Kiel. Der Verein besitzt unter anderem Sparten für Fußball und Handball.

## Fußballabteilung
Die Herren-Fußballmannschaft des Vereins belegte in der Saison 1947/48 in der Gruppe Nord der Landesliga Schleswig-Holstein, die damals die höchste Amateurklasse darstellte, den 9. Platz. Diese Platzierung reichte nicht für den Verbleib in der höchsten Amateurklasse. In den folgenden Jahrzehnten spielte der Verein regelmäßig in den zweit- oder dritthöchsten Amateurklassen von Schleswig-Holstein, bis 1994 der Aufstieg in die damalige Verbandsliga gelang. Nach dem sofortigen Wiederabstieg folgte ein stetiger Niedergang, so dass der Verein seit 1999 nur noch in der Kieler Kreisliga oder Kreisklasse spielt.

## Persönlichkeiten

### Fußball
Der spätere Bundesligaschiedsrichter Gerd Zimmermann und spätere Bundesligaspieler Torben Hoffmann gingen aus der Jugendabteilung von Schwarz-Weiß Elmschenhagen hervor.

### Handball
Die beiden Handballnationalspieler und deutschen Meister Wolfgang Struck und Bernd Struck begannen mit dem Sport bei Schwarz-Weiß Elmschenhagen.

## Volleyball
Die Volleyball-Frauenmannschaft spielte 1980/81 in der Bundesliga.